# Hasim al-Beblawi
Hasim al-Beblawi (arabisch حازم عبد العزيز الببلاوي, DMG Ḥāzim ʿAbd al-ʿAzīz al-Bablāwī, * 17. Oktober 1936) ist ein ägyptischer Ökonom und Politiker. Er war Professor an der Universität Alexandria, von 1995 bis 2000 UNO-Untergeneralsekretär und anschließend Berater des Arabischen Währungsfonds. Vom 9. Juli 2013 bis zum 24. Februar 2014 war er Übergangs-Premierminister seines Landes. Beblawi ist ein Gründungsmitglied der Ägyptischen Sozialdemokratischen Partei.

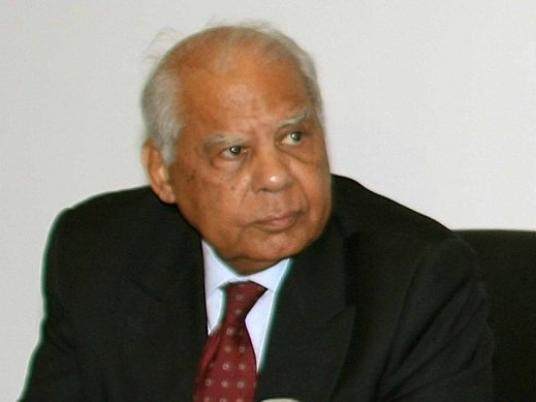
Hasim al-Beblawi

## Leben
Beblawi studierte Rechtswissenschaft, insbesondere öffentliches Recht, und politische Ökonomie an der Universität Kairo. Er schloss ein weiterführendes Studium der Wirtschaftswissenschaften an der Universität Grenoble an, das er 1961 mit einem Diplôme d’études supérieures (DES) abschloss. An der Universität Sorbonne in Paris promovierte er 1964 zu einem volkswirtschaftlichen Thema. Seine Dissertation wurde als beste des Jahrgangs ausgezeichnet.
Ab 1965 lehrte er als Dozent an der Universität Alexandria. Diese berief ihn 1974 zum Professor und ordnete ihn als Chefökonom zum Arabischen Fonds für Wirtschaftliche und Soziale Entwicklung (AFESD) ab. Er wechselte 1980 zur Industrial Bank of Kuwait, wo er bis 1983 die Volkswirtschaftsabteilung leitete. Von 1983 bis 1995 war er Vorstandsvorsitzender und CEO der Export Development Bank of Egypt. Er wurde 1995 für fünf Jahre zum Untergeneralsekretär der Vereinten Nationen und Exekutivsekretär der Wirtschafts- und Sozialkommission für Westasien (ESCWA) berufen. Ab 2001 war er Ratgeber beim Arabischen Währungsfonds (AMF). Daneben veröffentlichte er Bücher über Bankwesen, internationalen Handel und wirtschaftliche Entwicklung. Er hatte außerdem eine wöchentliche Kolumne in der staatlichen Tageszeitung al-Ahram.
Kurz nach der ägyptischen Revolution gehörte Beblawi im März 2011 zu den Begründern der Ägyptischen Sozialdemokratischen Partei. Unter Premierminister Essam Scharaf wurde er im Juli 2011 Finanzminister und stellvertretender Regierungschef seines Landes. Am 11. Oktober 2011 trat Beblawi aus Protest gegen gewaltsame Auseinandersetzungen im Zuge einer Demonstration von Kopten in Kairo zwei Tage zuvor, am 9. Oktober, zurück. Bei der Kundgebung war es zu Kämpfen zwischen Protestierenden, der Armee und bewaffneten Schlägern gekommen. Dabei starben mindestens 27 Menschen und rund 400 wurden verletzt. Beblawi machte Essam Scharaf und sein Kabinett für die Vorfälle verantwortlich.
Nach dem Militärputsch und Sturz des Präsidenten Mohammed Mursi ernannte der Interimspräsident Adli Mansur Beblawi am 9. Juli 2013 zum Übergangs-Premierminister. Er sollte die Regierung führen, bis eine neue Verfassung umgesetzt ist. Am 24. Februar 2014 trat er von seinem Amt zurück.

## Auszeichnungen
Beblawi ist seit 1992 Ritter der französischen Ehrenlegion und Kommandeur des belgischen Orden Leopolds II. Im Jahr 2000 wurde er zum Großoffizier des libanesischen Zedernordens ernannt.

## Schriften
- L'interdépendance agriculture-industrie et le développement économique – le cas de l'Egypte. Paris, 1968.
- The Arab Gulf Economy in a Turbulent Age. London, 1984.
- Mit Giacomo Luciani: The Rentier State. London, 1987.